# Miles Stapleton, 1. Baron Stapleton
Miles Stapleton, 1. Baron Stapleton († 24. Juni 1314 bei Bannockburn) war ein englischer Adliger und Höfling.

## Familie und Erbe
Miles Stapleton entstammte einer Familie des Ritterstandes. Er war ein Sohn des königlichen Richters Sir Nicholas Stapleton († vor 1296) und dessen Frau Margery Basset. Über Stapletons Jugend und frühen Jahre ist wenig bekannt. Sein wohl jüngerer Bruder Gilbert Stapleton trat als Geistlicher in den Dienst des Königs, er wurde 1317 Archidiakon von Berkshire und hielt eine Pfründe an der Kathedrale von Salisbury. Miles erbte über seine Mutter die Besitzungen von Miles Basset aus Haddlesey in Yorkshire. Seine erste Frau Isabel Belewe brachte als Miterbin ihrer Mutter einen Teil der Besitzungen von Peter de Brus mit in die Ehe. Nach dem Tod seines Vaters gelang es Stapleton, den Familienbesitz in Yorkshire auszubauen. 1293 besaß er Besitzungen in Stapleton, Kirkby Fleetham, Wath, North Duffield, Owstwick sowie in East und in Middle Haddlesey, 1297 besaß er dazu Wimbleton Yorkshire. Aus seinen Ländereien in Yorkshire hatte er vor 1300 jährliche Einkünfte in Höhe von £ 40. Als Ritter und  Grundbesitzer übernahm Stapleton mehrere öffentliche Ämter in Yorkshire.

## Karriere im Dienst von König Eduard I.
1291 gehörte Stapleton zum Gefolge von Roger de Mowbray, 1. Baron Mowbray, als dieser im Auftrag von König Eduard I. nach Schottland reiste, wo es während dieser Zeit mehrere Anwärter auf den schottischen Thron gab. Während des Französisch-Englischen Kriegs ab 1294 nahm Stapleton 1295 am Feldzug in die Gascogne teil. Während seiner Abwesenheit in Frankreich wurde seine Frau auf Anordnung des Königs in Richmond Castle untergebracht. Während des Schottischen Unabhängigkeitskrieges kämpfte Stapleton 1298 unter dem Kommando von Henry de Lacy, 3. Earl of Lincoln in der Schlacht von Falkirk. 1300 nahm er an der Belagerung von Caerlaverock Castle teil. Anschließend begleitete er den Earl of Lincoln bei dessen Reise an den Papsthof nach Rom. Der König belohnte seine Dienste, indem Stapleton von 1302 bis mindestens 1307 Constable von Knaresborough Castle sowie Verwalter des Guts von Boroughbridge war. Nach September 1303 wechselte Stapleton vom Dienst für den Earl of Lincoln in den Dienst des Thronfolgers Eduard, des Prince of Wales, dem er bis 1306 als Verwalter seines Haushalts diente. Als 1305 der Earl of Lincoln erneut zum Papst reiste, bat er Prince Eduard, dass Stapleton während seiner Abwesenheit auch die Verwaltung seines Haushalts übernehmen solle. Dies lehnte Prince Eduard ab, da er dafür die Erlaubnis seines Vaters benötigte.

## Dienst unter Eduard II.
Als Prince Eduard nach dem Tod seines Vaters im Juli 1307 englischer König wurde, blieb Stapleton in seinen Diensten und wurde am 9. August zum Steward of the Royal Household ernannt. In diesem Amt begleitete er den König im Januar 1308 nach Boulogne, wo Eduard eine Tochter des französischen Königs heiratete. 1307 war Stapleton die Verwaltung des Gutes von Burstwick in Holderness sowie der Stadt Kingston upon Hull übertragen worden. Als Vogt von Holderness sollte Stapleton Nachschub nach Berwick schicken, um die königlichen Truppen in Schottland zu unterstützen. Daneben war er auch für die Deiche am Humber sowie für die Trinkwasserversorgung von Holderness und Hull verantwortlich. Im März 1308 wurde er jedoch als Steward of the Royal Household abgelöst. Damit verlor er auch die Verwaltung von Burstwick und Kingston upon Hull, die der König seinem Günstling Piers Gaveston übertrug. 1311 und 1312 wurde Stapleton zum Militärdienst nach Schottland einberufen. Als Gefolgsmann von Earl Thomas of Lancaster wurde er vom König begnadigt, nachdem dieser 1312 Piers Gaveston ermordet hatte. 1313 berief ihn der König ins Parlament, weshalb er als Baron Stapleton gilt. 
Stapleton hatte auch nach 1300 seine Besitzungen weiter vergrößern können. 1309 und 1310 hatte er von John Mowbray, dem Sohn seines früheren Dienstherrn Roger de Mowbray, Ländereien in Hovingham als Lehen erhalten. Als Vasall des Earl of Pembroke besaß er das Gut von North Morton sowie weitere Besitzungen in Berkshire, dazu kam er in den lebenslangen Besitz von Kentmere in Westmorland sowie von weiteren Ländereien in Yorkshire. 1314 nahm er am Feldzug des Königs nach Schottland teil, dabei fiel er bei der vernichtenden Niederlage des englischen Heeres bei Bannockburn. Er wurde in der Dominikanerkirche in York beigesetzt.

## Familie und Nachkommen
In erster Ehe hatte Stapleton vor 1286 Isabel (auch Sybil) Belewe, eine Tochter von John Belewe und dessen Frau Ladereyna geheiratet. Mit ihr hatte er mehrere Kinder, darunter:
- Nicholas Stapleton, 2. Baron Stapleton (1286–um 1343)
- Gilbert Stapleton († 1321) ⚭ Agnes (or Matilda) Fitzalan
- Elizabeth († nach 1333)

Nachdem seine erste Frau vor August 1301 gestorben war, heiratete Stapleton in zweiter Ehe Joan Tyndale († vor 1316), eine Tochter von Peter Tyndale. Mit ihr hatte er mindestens eine Tochter:
- Joan

Sein Erbe wurde sein ältester Sohn Nicholas Stapleton. Seine Frau Joan überlebte ihn, starb aber vor September 1316 und wurde wie Stapleton in der Dominikanerkirche von York beigesetzt.